# No One Can Save You From Yourself
No One Can Save You From Yourself – piąty album zespołu Walls of Jericho opublikowany 25 marca 2016 i jednocześnie debiutancka płyta wydane nakładem wytwórni Napalm Records.
Po kilku latach od wydania poprzedniego albumu (2008) i przerwy spowodowanej na macierzyństwo wokalistki zespołu, w lutym 2014 grupa opublikowała demo nowego utworu pt. "Relentless".
Wokalistka grupy tak scharakteryzowała album:

Czasem w życiu tracimy samych siebie i dla mnie to muzyka zawsze była tym, co przywracało mnie do tego, kim jestem i co kocham. Nigdy nie jest za późno by odzyskać siebie. To doświadczenie było przypomnieniem „znajdź co kochasz i niech cię to wykończy.”

W ramach promocji albumu nakręcono teledyski do utworów "Relentless" (2015, zrealizował go brat wokalistki, Larry Kucsulain, zmarły w lutym 2016) oraz "Fight The Good Fight", "Reign Supreme" (2016), "Forever Militant" (2017). Klip do piosenki "Relentless" stał się także zobrazowaniem misji fundacji Relentless, założonej w 2011 w Minnesocie, wspomagającej finansowo leczenie dzieci cierpiących na choroby zagrażające życiu, która w teledysku piosenki została opisana jako: tworzenie relacji, przemiana życia i służba Bogu poprzez jednoczenie siłaczy i siłaczek z jeszcze silniejszymi dziećmi.
Utwór pt. "Cutbird" został poświęcony przez Candace Puopolo jej bratu Larry'emu.

## Lista utworów
1. "Intro" – 1:26
2. "Illusion Of Safety" – 1:36
3. "No One Can Save You From Yourself" – 3:30
4. "Forever Militant" – 3:26
5. "Fight The Good Fight" – 3:34
6. "Cutbird" – 3:37
7. "Relentless" – 3:28
8. "Damage Done" – 3:04
9. "Reign Supreme" – 3:44
10. "Wrapped In Violence" – 3:20
11. "Anthem" – 3:29
12. "Beyond All Praise" – 3:05
13. "Probably Will" – 3:25

Utwory dodatkowe
14: "Revival Never Goes Out of Style" – 2:54 (utwór opublikowany pierwotnie na albumie grupy pt. All Hail the Dead z 2004)
15: "Glory Hound" – 2:54

## Twórcy
- Candace Puopolo - śpiew
- Chris Rawson - gitara
- Mike Hasty - gitara
- Aaron Ruby - gitara basowa
- Dustin Schoenhofer - perkusja